# Floyd Hicks

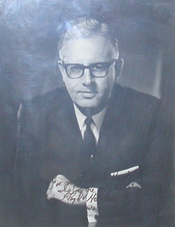
Floyd Hicks

Floyd Verne Hicks (* 29. Mai 1915 in Prosser, Washington; † 1. Dezember 1992 in Tacoma, Washington) war ein US-amerikanischer Politiker. Zwischen 1965 und 1977 vertrat er den Bundesstaat Washington im US-Repräsentantenhaus.

## Werdegang
Floyd Hicks besuchte die öffentlichen Schulen seiner Heimat. Danach arbeitete er von 1935 bis 1942 als Lehrer und Footballtrainer. Gleichzeitig absolvierte er bis 1938 das Central Washington State College in Ellensburg. Danach studierte er zwischen 1940 und 1942 an der Washington State University. Während des Zweiten Weltkrieges war Hicks zwischen 1942 und 1946 Soldat im Fliegerkorps der US Army. Dort erreichte er bis zu seinem Ausscheiden aus dem Militärdienst der Rang eines Hauptmanns. Nach einem anschließenden Jurastudium an der University of Washington und seiner im Jahr 1949 erfolgten Zulassung als Rechtsanwalt begann er im Pierce County in seinem neuen Beruf zu arbeiten. In den Jahren 1961 und 1962 war er in diesem Bezirk als Richter tätig.
Politisch war Hicks Mitglied der Demokratischen Partei. Bei den Kongresswahlen des Jahres 1964 wurde er im sechsten Wahlbezirk seines Staates in das US-Repräsentantenhaus in Washington, D.C. gewählt, wo er am 3. Januar 1965 die Nachfolge des Republikaners Thor Tollefson antrat. Nach fünf Wiederwahlen konnte er bis zum 3. Januar 1977 sechs Legislaturperioden im Kongress absolvieren. In dieser Zeit endete der Vietnamkrieg. Ebenfalls während Hicks’ Zeit im US-Repräsentantenhaus kam es zur Watergate-Affäre. Außerdem wurden damals der 25. und der 26. Verfassungszusatz verabschiedet.
Im Jahr 1976 verzichtete Floyd Hicks auf eine erneute Kandidatur für das US-Repräsentantenhaus. Er starb am 1. Dezember 1992 in Tacoma.